# Хенеметнеферхеджет І
Хенеметнеферхеджет I Верет — давньоєгипетська цариця 12-ї династії, дружина Сенусрета II і мати Сенусерта III.

## Життєпис
Ймовірно, це та сама особа, яка згадується як дочка Аменемхета II на печатці (зараз знаходиться в Нью-Йорку). Це означало б, що вона була сестрою свого чоловіка. Вона та Нофрет II були точно ідентифіковані як дві королеви-консортки Сенусерта II. Дві інші можливі дружини — Хенемет і Ітаверет. Усі вони також були його сестрами. 
Її ім'я також було титулом королеви, який використовувався в епоху: кхенеметнеферхеджет означає «з'єднана з білою короною». Її додаткове ім'я Верет означає «велика» або «старша» і, ймовірно, використовувалося, щоб відрізнити її від інших із цим іменем. Вона згадується на печатці, знайденій у Кахуні (зараз знаходиться в Тонбриджі), папірусі з Кахуна (зараз знаходиться в Берліні), статуї (зараз знаходиться в Британському музеї) і в комплексі пірамід її сина. Ймовірно, вона була похована в комплексі пірамід Кахун, побудованому її чоловіком.
| Xnm · t | nfr | HDt | wr · t |

| Xnm · t | nfr | HDt | wr · t |

Її титули були: дружина царя; царська мати; Леді двох земель; Царська дочка (остання, лише якщо вона та сама особа, що й принцеса, названа на печатці Аменемхета II).